# Florian Blaschke
Florian Blaschke (* 3. Juli 1979 in Bonn) ist ein deutscher Journalist und Blogger. 

## Leben
Blaschke ist der Urenkel des Kieler Fußballfunktionärs Georg P. Blaschke und der Enkel des Journalisten Heinz Blaschke. Nach dem Abitur an der Otto-Kühne-Schule in Bonn Bad-Godesberg studierte er Kunstgeschichte und Germanistik an der Universität Bonn. Währenddessen arbeitete er als freier Journalist, unter anderem für den Bonner General-Anzeiger, die Stuttgarter Nachrichten und die Deutsche Welle. Anschließend volontierte er von 2006 bis 2008 bei der Leipziger Volkszeitung.
Im Jahr 2008 wechselte er als Gründungsredakteur zum Nachrichtenportal news.de, wo er als Ressortleiter Wirtschaft, Medien und Chef vom Dienst arbeitete. Von 2011 bis 2013 war er Pressesprecher des Lehmbruck-Museums in Duisburg, von 2013 bis 2016 Redaktionsleiter des Technologie-Magazins t3n, und von 2016 bis 2019 Chefredakteur der deutschen Programmzeitschrift Prisma, die als Zeitungsbeilage erscheint. Seither arbeitet Blaschke bei der S-Communication Services als Kompetenz-Lead der Internet-Filial-Redaktion. Seit dem Wintersemester 2020 ist Blaschke Lehrbeauftragter für Journalismus, PR und Medienmanagement an der Hochschule Macromedia in Stuttgart und Köln.

## Preise
Für seine Reportage Im Bauch der Berge in der Leipziger Volkszeitung wurde Blaschke 2008 mit dem Graubünden Nachwuchspreis für Reisejournalisten ausgezeichnet.

## Schriften
- Im Bauch der Berge. In: Peter Linden (Hg.): Graubünden erleben, Somedia Buchverlag, Zürich/Chur, ISBN 978-3-905688-37-5
- Im Takt, aus dem Takt. Über das Trainieren mit Lauf-Apps. In: Stephen E. Schmid / P. Reichenbach (Hg.): Die Philosophie des Laufens, mairisch Verlag, Hamburg ISBN 978-3-938539-37-8